# 大和邦久
大和 邦久（やまと くにひさ、1963年4月25日 - ）は、日本のボーカリスト、ソングライター。群馬県出身。

## プロフィール
- 出生は群馬県伊勢崎市。のちに茨城県北相馬郡守谷町（現在の守谷市）にて育つ。
- 1963年4月25日生まれ、A型。
- 幼少の頃、父親に買い与えられたピアノに触れたのがきっかけで音楽に親しむ。
- 13歳より独学でギターを始める。

## 略歴
「シャイニンオン・君が哀しい」がヒットした事で知られるLOOK（1985-1988）の新しいボーカルとしてデビュー。
- 1990年 L3C（LOOK LONESOME LANE CLUBの略）結成（千沢仁／チープ広石／山本はるきち）。
- 1991年  山本はるきち脱退後、グループ名をThe Becauzと改める。
- 1993年  チープ広石脱退後、グループ名をBECAUZと改める。
- 1995年  ソロ活動開始。
- 1997年 YAMATOの名でシングル「Field of dreams～君の生まれた町へ～」リリース。
- 1998年　大和邦久の名でシングル「Leave Me Alone」リリース。
- 2005年　本格的にライブ活動を再開。
- 2018年　作曲家の林哲司のライフワーク・ライブSONG FILEの男性ボーカリストに抜擢される。
- 2018年　作詞家の松井五郎とのコラボレーション・アルバム『STILL BLUE』リリース[2]。

## エピソード
ジョン・レノンの大ファンであり、音楽的にもビートルズの影響を強く受ける。
頭の回転が早く、会話中に話が自己完結してしまい勝手に次の話題に移ることもしばしばで、話相手は翻弄させられる。
性格は几帳面・神経質で細かい事を気にする反面、物事に動じないタフな面も併せ持つ。
花と淡い色合いを好む。ステージ衣装は常に花柄を纏うのをポリシーとし、デフォルメされた図案よりもリアルで細密な花の絵柄を選ぶ傾向がある。
一時期、血液型占いに凝った経験から、初対面の相手に血液型を訊ねることが多く、たとえ相手の名前は忘れても血液型は覚えている。
絵画的才能は皆無であるが、1970年代後半に放送されたテレビ東京系番組「三波伸介の凸凹大学校」でずうとるびの江藤博利が描く犬の絵を見てこれなら自身も描けると判断。
実際は何か描けば幼稚園児のいたずら描きのような出来栄えだが、対象の特徴を一箇所確実に捉えており、乞われれば即興で筆を披露するほどの自信を持つ。
1997年、ソロ初シングルのYAMATO名義以降、全ての活動を大和邦久名義としている。理由はバンドや戦艦と間違われる事が多いため。
発酵食品愛好家。特に強い臭気の食品を好み、酸味の利いた漬物が好物。クセのあるチーズや琵琶湖の鮒寿司などはお手のもので世界一臭い缶詰と名高いスウェーデンのシュールストレミングも味わって食べるほどの発酵食品通である。
愛猫の名は、ねん。

## 交通事故での負傷
2005年1月、長き沈黙を破りライブ活動を再開するが、その直前の2004年12月28日深夜、知人の運転する乗用車に同乗の際、単独事故に遭遇。胸骨を骨折するなどの重傷を負う。骨折箇所の破片が肺に刺さる恐れがあるため安静を言い渡される。ライブまでの治療期間が一ヶ月と短く、持ち味である声量をいかんなく発揮するのは難しいとの判断がなされるも、痛みをこらえてライブ本番を乗り切った。後日、骨折箇所は完治することはないとの診断が下される。

## ディスコグラフィ

### シングル

#### L3C（LOOK LONESOME LANE CLUB）
- さよならは冬の星座
- もっともっと

#### The Becauz（BECAUZ）
- Silly Girl
- LADY ANNA
- Club Mersey Beat
- 輝いていて
- あのときめきをもう一度
- 明日、君に愛を
- WELCOME TO SUMMER～二度目の夏～

#### ソロ
- Field of dreams～君の生まれた町へ～
- Leave Me Alone

### アルバム

#### L3C（LOOK LONESOME LANE CLUB）
- I LOVE YOU（MMG：1990年3月25日：AMCX-4065）

#### The Becauz（BECAUZ）
- Becauz（VAP：1992年6月21日：VPCC-80468）
- SOMETHING NEW（VAP：1993年8月1日：VPCC-81015）
- I'm IN LOVE（VAP：1994年7月1日：VPCC-81054）

#### ソロ
- STILL BLUE（Blue Crescennt:2018年9月25日：BC-0001）

## その他

### CMソング・キャンペーンソング
- I Believe：国際証券（1991年）
- Club Mersey Beat：大磯ロングビーチ/大磯プリンスホテル（1992年）
- 輝いていて：朝日新聞（1992年）
- Winter Dream～ふたりの冬物語～：日産・アベニール（1995年）[3]

### Vシネマ
- LOVE SONGS（1994年）

渋谷の街を舞台に繰り広げられる4組のミュージシャンの恋の行方を描くオムニバス。各30分の4編から成る。
1話：輝いていて（ザ・ビコーズ）
2話：Psycho Drive（ザ・ヴィンセンツ）
3話：星に願いを（ウィズキッズ）
4話：最後の約束（アンビエンス）

## 楽曲提供
- 松崎しげる
- 八反安未果